# Badmintonmeisterschaft der kleinen Staaten von Europa 2023
Die Badmintonmeisterschaft der kleinen Staaten von Europa 2023 fand vom 3. bis zum 5. November 2023 in Cospicua auf Malta statt.

## Sieger und Platzierte
| Disziplin | Gold | Silber | Bronze |
| --------- | --- | --- | --- |
| Team      | Zypern Iakovos Acheriotis Andreas Ioannou Nikolas Kokosis Ioannis Tambourlas Eleni Christodoulou Chara Michael Ioanna Pissi | Island Davíð Bjarni Björnsson Kristófer Darri Finnsson Gabriel Ingi Helgason Daníel Jóhannesson Sigríður Árnadóttir Lilja Bu Arna Karen Jóhannsdóttir Una Hrund Örvar | Malta Matthew Abela Samuel Cassar Nigel DeGaetano Matthew Galea Lauren Azzopardi Francesca Clark Elenia Haber |

## Gruppenphase

### Gruppe A
| Platz | Team          | Pld | W | L | MF | MA | MD  | GF | GA | GD  | PF  | PA  | PD   | Pts | Qualifikation |
| ----- | ------------- | --- | - | - | -- | -- | --- | -- | -- | --- | --- | --- | ---- | --- | ------------- |
| 1     | Färöer        | 3   | 3 | 0 | 13 | 2  | +11 | 27 | 4  | +23 | 623 | 363 | +260 | 3   | Q             |
| 2     | Malta         | 3   | 2 | 1 | 12 | 3  | +9  | 24 | 8  | +16 | 618 | 426 | +192 | 2   | Q             |
| 3     | Gibraltar     | 3   | 1 | 2 | 4  | 11 | −7  | 9  | 24 | −15 | 442 | 641 | −199 | 1   |               |
| 4     | Liechtenstein | 3   | 0 | 3 | 1  | 14 | −13 | 4  | 28 | −24 | 395 | 648 | −253 | 0   |               |

### Gruppe B
| Platz | Team        | Pld | W | L | MF | MA | MD | GF | GA | GD  | PF  | PA  | PD   | Pts | Qualifikation |
| ----- | ----------- | --- | - | - | -- | -- | -- | -- | -- | --- | --- | --- | ---- | --- | ------------- |
| 1     | Zypern      | 3   | 3 | 0 | 12 | 3  | +9 | 25 | 7  | +18 | 624 | 501 | +123 | 3   | Q             |
| 2     | Island      | 3   | 2 | 1 | 10 | 5  | +5 | 22 | 12 | +10 | 651 | 548 | +103 | 2   | Q             |
| 3     | Isle of Man | 3   | 1 | 2 | 5  | 10 | −5 | 11 | 22 | −11 | 529 | 622 | −93  | 1   |               |
| 4     | Grönland    | 3   | 0 | 3 | 3  | 12 | −9 | 9  | 26 | −17 | 547 | 680 | −133 | 0   |               |

## Endrunde

### Spielplan
|  | Halbfinale          | Halbfinale        |                   |   | Finale            | Finale            |
|  |                     |                   |                   |   |                   |                   |
|  | Färöer              | 1                 |                   |   |                   |                   |
|  | Island              | 3                 |                   |   |                   |                   |
|  | 4. November 14:30   |                   |                   |   |                   |                   |
|  |                     |                   | 5. November 10:30 |   |                   |                   |
|  | Island              | 2                 |                   |   |                   |                   |
|  |                     | Zypern            | 3                 |   |                   |                   |
|  |                     |                   |                   |   |                   |                   |
|  | Spiel um Platz drei |                   |                   |   |                   |                   |
|  | 4. November 14:30   | 4. November 14:30 | Färöer            | 1 |                   |                   |
|  | Malta               | 1                 | Malta             | 3 |                   |                   |
|  | Zypern              | 3                 |                   |   | 5. November 10:30 | 5. November 10:30 |